# 엘타보
엘타보(스페인어: El Tabo)는 칠레 발파라이소 주 산안토니오 현의 코무나이다.